# Skandál Britské pošty
Skandál Britské pošty byl incident, který se odehrál v letech 1999 až 2015 ve Spojeném království. Více než 900 nevinných poštmistrů bylo na základě chybných údajů účetního softwaru Horizon vyvinutého společností Fujitsu odsouzeno za krádeže, podvody a falešné účetnictví. V roce 2024 označil premiér Rishi Sunak tento skandál za jeden z největších justičních omylů v britské historii.

## Průběh

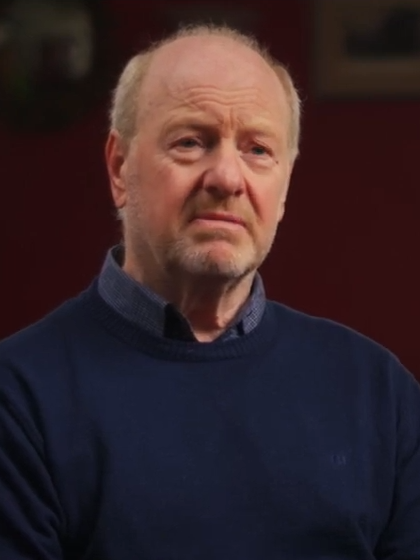
Sir Alan Bates

Mezi lety 1999 až 2015 podala Britská pošta a statutární orgány Spojeného království – včetně Královské prokuratury (CPS), Státního zastupitelství pro Severní Irsko (PPSNI) a Královského soudu a státního zástupce v trestních věcech (Crown Office and Procurator Fiscal Service, COPFS) – stovky trestních stíhání na poštmistry, když účetní systém Horizon oznámil, že na jejich poštách chybí peníze. Celkem bylo v letech 1999 až 2015 stíháno přes 900 poštmistrů, z nichž 236 šlo do vězení. Samotná pošta stíhala 700 lidí.
Ačkoli mnoho poštmistrů hlásilo problémy s novým softwarem a vývojářská firma Fujitsu si byla vědoma, že Horizon obsahuje softwarové chyby již v roce 1999, pošta trvala na tom, že Horizon je robustní a během trestních a občanskoprávních sporů znalost chyb neuvedla. 
V roce 2009 uvedl příběh o problémech s Horizonem počítačový magazín Computer Weekly a bývalý poštmistr Alan Bates spolu s několika dalšími osobami založil spolek Justice for Subpostmasters Alliance (JFSA). V roce 2012, po nátlaku aktivistů a členů parlamentu, zadala pošta forenzním účetním z firmy Second Sight úkol provést vyšetřování softwaru Horizon. V říjnu 2013 provedla firma Detica podrobnou analýzu systémů pošty. Informovala poštu, že její systémy „nejsou vhodné pro daný účel v moderním maloobchodním a finančním prostředí“. 
V roce 2014 auditoři společnosti Deloitte zjistili a podrobně popsali, jak by společnost Fujitsu mohla na dálku měnit účty poboček. V únoru 2016 zahájili další přezkum s úmyslem podívat se na transakce systému Horizon od jeho spuštění v roce 1999, ale pošta jejich práci o čtyři měsíce později zastavila na základě právního poradenství.

## Následky
Soudní případy, odsouzení za trestné činy, uvěznění, ztráta živobytí a domovů, dluhy a bankroty vedly u obviněných zaměstnanců pošty ke stresu, nemocem, rozpadu rodin a nejméně čtyřem sebevraždám. V květnu 2024 schválil parlament Spojeného království zákon, který ruší odsouzení poštmistrů v Anglii, Walesu a Severním Irsku. Tentýž měsíc přijalo podobný zákon i Skotsko.

## Medializace
V lednu 2024 odvysílala ITV televizní drama Mr Bates vs The Post Office (Pan Bates versus Britská pošta), díky kterému se skandál dostal do mediálního popředí a veřejného povědomí.